# Cadell ap Brochfael

Mittelalterliche Königreiche in Wales.

Cadell ap Brochfael („Cadell Sohn des Brochfael“, älter auch Cattell ap Brochmail geschrieben; † 808), war von 773 bis 808 Herrscher des keltischen mittelalterlichen Königreiches Powys, das im nordöstlichen Teil von Wales (Walisisch: Cymru) in Britannien gelegen war. Es gelang ihm, trotz Rivalität mit den benachbarten walisischen Königreichen und vor allem trotz der Bedrohung durch das angelsächsische Königreich Mercia, die Unabhängigkeit seines Königreiches zu bewahren.

## Herkunft
Cadell stammt aus der Gwertherion- (Gwrtheyrnion-)Dynastie, die den Namen ihres eponymen Stammvaters, des römisch-keltischen Kriegsherren Vortigern (walisisch: Gwrteyrn) trägt, der bald nach dem Rückzug des Römischen Reiches aus Britannien im Jahr 410 n. Chr. zum mächtigsten Kriegsherren in Britannien aufgestiegen war. Auf ihn wird auch die folgenschwere Einladung der Sachsen zur Ansiedlung in Britannien zurückgeführt, die zur weitgehenden Verdrängung des keltischen Charakters von Britannien führte. Er war der Tradition nach mit Severa einer Tochter des römischen Generals Magnus Maximus verheiratet, der 383 von den römischen Truppen in Britannien zum Römischen Kaiser ausgerufen wurde.

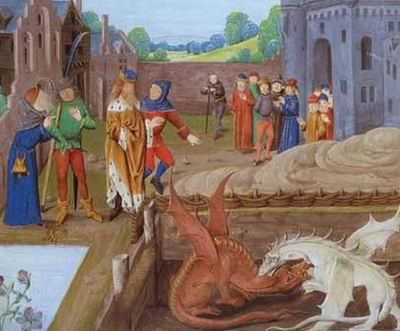
Vortigern

Der Vater von Cadell ap Brochfael war, wie die Säule des Eliseg (Elisedd) festhält, Brochfael ap Elisedd (Brochfael Sohn des Elisedd), der von 755 bis 773 als König von Powys regierte. Er war damit ein Enkel von Elisedd ap Gwylog (Elisedd Sohn des Gwylog), König von Powys von etwa 725 bis um 755, dem zu Ehren um 850 von Cadells Sohn, Cyngen ap Cadell, die so genannte Säule des Eliseg (englisch: Pillar of Eliseg) errichtet wurde.
Von Cadells Mutter ist weder der Name noch die Herkunft bekannt.

## Leben
Cadell ap Brochfael folgte auf seinen Vater Brochfael ap Elisedd in den Jahren 773 – 808 als König von Powys.
Sein Leben wurde wesentlich durch die Entwicklung der benachbarten Staaten, insbesondere des angelsächsischen Königreiches Mercia im Osten, sowie der walisischen Königreiche im Westen und Süden beeinflusst.

### Beziehungen zu Mercia
Das expansive Königreich Mercia, gegen das sich schon sein Großvater Elisedd und sein Vater Brochfael verteidigen mussten, erwies sich auch für Cadell als ständige Bedrohung. Dies, da dort mit König Offa (757–796) ein machtbewusster und tatkräftiger Herrscher an der Macht war, der die nach dem Tod von König Aethelred verloren gegangene Hegemonie des Königreiches Mercia über die anderen angelsächsischen Königreiche energisch wieder herstellte. König Offa wandte sich jedoch wie zu erwarten auch gegen seinen westlichen Nachbarn, das Königreich Powys. Wie die walisischen Chroniken, die Annales Cambriae berichten, unternahm Offa von Mercia mehrfach Militärexpeditionen nach Wales, so etwa in den Jahren 778, 784 und 796. Die Hauptlast dieser Angriffe hatte naturgemäß der nächste Nachbar – das Königreich Powys zu tragen. Es zeigt sich, dass es dabei zu Landverlusten des Königreichs Powys kam und dass andererseits diese Grenzkonflikte keineswegs einseitig waren, sondern es auch Angriffe von Cadell und anderer walisischer Fürsten gab.

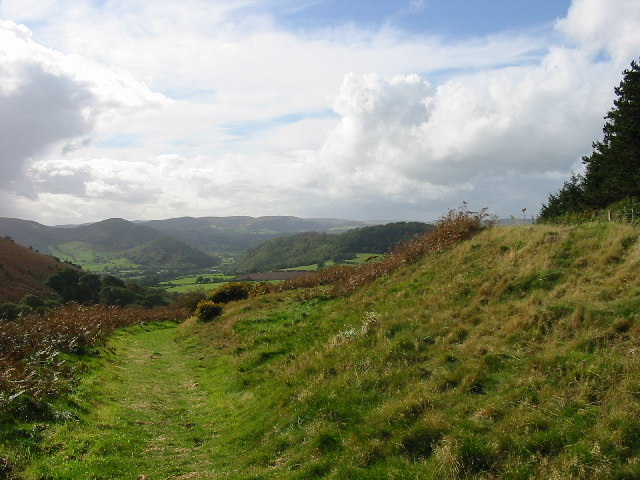
Blick auf Offa's Dyke, nahe Knill, Herefordshire

Dies ergibt sich aus dem Umstand, dass König Offa sich gezwungen sah, die Grenze gegen Powys durch einen neuen gewaltigen Grenzwall zu schützen, obwohl der von seinem Vorgänger, König Aethelbald von Mercia (716 bis 757) um 750 errichtete Grenzwall gegen Wales, der Wat's Dyke, wohl noch funktionsfähig war. Offas Grenzwall „Offa's Dyke“ war nicht nur eine verbesserte Version des Wat's Dyke, sondern auch erheblich länger (103 km!) und einige Kilometer weiter im Westen angelegt, um Landgewinne zu sichern. Er wurde auch so angelegt, dass er strategisch wichtige Einblicke auf walisisches Gebiet bot. Bis heute ist der massive Erdwall mit vorgelagertem Graben nicht nur sichtbar, sondern weist stellenweise noch die ursprüngliche Breite von fast 20 Metern sowie eine (reduzierte) Höhe von 2,4 Metern auf.

Schematischer Querschnitt von Offa's Dyke, der zegt, dass er zum Schutz vor Angriffen aus Powys errichtet wurde.

Dieser Wall, der gegen Ende des 8. Jahrhunderts entstand, definiert – mit Abweichungen – bis heute die Grenze zwischen England und Wales.

### Beziehungen zu den walisischen Nachbarn
Zwischen den mittelalterlichen walisischen Königreichen gab es einen ständigen Kampf um die Vorherrschaft in Wales, der zu zahlreichen internen Konflikten führte. Powys wurde wiederholt von den benachbarten Königreichen – insbesondere von Gwynedd – bedroht.
Aus der fraglichen Zeit liegen jedoch kaum urkundliche Nachrichten vor, sodass über vermutliche nachbarschaftliche Konflikte keine konkreten Hinweise bestehen.

## Ehe und Nachkommen
Über die Ehefrau von König Cadell ap Brochfael liegen weder Angaben über ihren Namen noch über ihre Herkunft vor.
Kinder:
König Cadell hatte zumindest zwei Kinder:
- Cyngen ap Cadell († 855), König von Powys (808–855), der letzte König von Powys aus dem Haus des römisch-keltischen Kriegsherren Vortigern (walisisch: Gwrteyrn), das seit dem 5. Jahrhundert das Königreich Powys regiert hatte.

- Nest ferch Cadell. Sie heiratete Merfyn Frych ap Gwraid (Merfyn der Gefleckte, Sohn des Gwriad), König von Gwynedd (825–844). Ihr Sohn Rhodri der Große (Rhodri Mawr) auch Rhodri ap Merfyn Frych genannt (* c. 820, † c. 878) war König von Gwynedd (844–878) und erbte das Königreich Powys im Jahre 855 nach dem Tod seines Onkels Cyngen ap Cadell. Er war der erste Herrscher in Wales, der „der Große“ genannt wurde.